# Esk (Cumbria)
Pour les articles homonymes, voir Esk.
 (juin 2017).
Si vous disposez d'ouvrages ou d'articles de référence ou si vous connaissez des sites web de qualité traitant du thème abordé ici, merci de compléter l'article en donnant les références utiles à sa vérifiabilité et en les liant à la section « Notes et références ».
L'Esk est un fleuve du nord de l'Angleterre dans le comté de Cumbria. Il est l'un des trois cours d'eau qui porte ce nom, il ne doit pas être confondu avec l'Esk du comté voisin du Yorkshire du Nord, ou bien l'Esk qui coule principalement en Écosse.

## Parcours
L'Esk prend sa source dans le massif du Scafell à une altitude de 800 m, juste en dessous du Esk Hause, le col entre les collines de Great End (en) et Esk Pike (en). La rivière s'écoule ensuite vers le sud à travers une campagne pittoresque et sauvage qu'elle descend en empruntant plusieurs cascades avant d'être rejoint par son premier grand affluent, le Lingcove Beck à Lingcove Bridge.
Après quelques miles, l'Esk passe Brotherilkeld Farm, qui a autrefois appartenu aux moines de l'abbaye de Furness, à ce stade, il est rejoint par le Hardknott Beck et coule ensuite vers l'ouest à travers les terres agricoles de la vallée de l'Eskdale et est longé par la route carrossable qui descend la vallée. L'Esk poursuit au-delà des petits villages de Boot et Eskdale Green avant de rejoindre la mer d'Irlande à Ravenglass.
L'Esk est une rivière réputée pour la pêche. On y trouve des truites de mer et des saumons

## Étymologie
Dans son livre The Origins Of English Place Names, P.H. Reaney indique que le nom dérive du mot breton Isca qui signifiait eau. Cela s'applique également à d'autres cours d'eau comme l'Exe ou encore l'Usk, dont les noms ont évolué avec des siècles d'usage.

## Source
- (en) Cet article est partiellement ou en totalité issu de l’article de Wikipédia en anglais intitulé « River Esk, Cumbria » (voir la liste des auteurs).